# Чангін (мови)
Чангін — мовна група Північної гілки Західноатлантичних мов. Мови групи поширені у Західній Африці.
Група включає в себе такі мови:
- лехар
- сафер
- нон (серернон)
- ндут
- фалор та ін.